# 忠北大学校
忠北大学校（チュンブクだいがっこう, 朝鮮語: 충북대학교、英語: Chungbuk National University）は、大韓民国忠清北道清州市に位置する国立大学である。
キャンパスは忠清北道内で最も大きい規模を誇っており、医学部、薬学部、獣医学部、法科大学院、師範学部など様々な専攻コースが設けられており、キャンパス内には50を超える研究施設がある。また、教授陣とカリキュラムも非常に充実しており、多くの政府支援事業を受けている。大企業、公共機関、外資系企業の採用説明会も頻繁に開催されている。
忠清北道の地域拠点国立大学であるため、忠清北道出身の学生が多くを占めている。2022年度の合格者の地域別割合では、忠清北道が約30％、忠清地域全体で約50％である。首都圏は25％、慶尚道は15％、全羅道は5〜10％、江原道は3〜5％、済州道は3％未満である。
地域拠点国立大学の中では、済州大学に次いで学生数が少ない方である。他の地方国立大学が通常2万人台前半の学生数であるのに対し、少ない方である(2023年：17,473人)。基本的に忠清北道の人口が少ないこと、そして清州は清州大、西原大、教員大などの規模の大きい4年制大学が多い教育都市であるためと考えられる。
忠清北道では知名度が高く、立地が堅固であるため、忠北大を選ぶケースも多い。特に清州市にある高校では、忠北大に進学する生徒数が二桁に達し、ほぼ全ての高校がソウルの大学と忠北大の進学生数を広告して、学校の進学実績を誇っている。
大学の敷地は、高度が高く自転車を利用した通学が困難な清州大学とは異なり、ほぼ平地で構成されているため、自転車を利用した通学が可能である。2018年の中央日報の評価によると、授業料に対する奨学金の支給率が国立大学中で1位である。

## 沿革
- 1951年9月27日 - 忠清北道立の清州初級農科大学（청주초급농과대학）として開校。当時は2年制であった。
- 1956年4月23日 - 忠北大学（충북대학）と改称。
- 1962年3月1日 - 忠南大学校と統合され、国立大学である忠清大学校（충청대학교）の農科大学となる。
- 1963年3月1日 - 忠南大学校が再分離され、忠北大学に戻る。
- 1968年 - 大学院を設立。
- 1977年12月31日 - 総合大学に昇格し、忠北大学校と改称 （4単科大学： 工・農・師範・社会科学）。
- 1978年 - 薬学大学・自然科学大学を設置。
- 1979年 - 人文大学を設置。
- 1986年 - 経営大学・医科大学を設置。
- 1988年 - 法科大学を設置。
- 1991年 - 生活科学大学を設置。
- 1993年 - 獣医科大学を設置。
- 2000年 - 電気電子及びコンピュータ工学部を設置。
- 2002年 - 医学専門大学院設立認可、ナノ科学技術研究所を設置
- 2003年 - 動物生命科学研究所設置。
- 2003年 - 電気電子及びコンピュータ工学部を電気電子コンピュータ工学部と改称。
- 2004年 - 動物医療センター設置。
- 2005年 - 農科大学が農業生命環境大学と改称。
- 2006年 - 国家危機管理研究所設置。
- 2009年 - 法学専門大学院設立。
- 2010年 - IDEC忠北大学地域センター設置。
- 2011年 - 医科大学付属医学校設立。自律専攻学部・融合学科群新設。
- 2012年 - 教育認定院・社会奉仕センター・老化研究所・科学英才教育院・産学協力先導大学育成事業団設置。
- 2013年 - 創業支援団・韓国&ドイツ幹細胞再生医学国際共同研究所設置。
- 2014年 - 生態環境毒性研究所設置。
- 2015年 - 体育振興院・国家未来技術経営研究所・創意融合教育本部新設。

## 学部
1. 人文科学部（인문대학）
  - 国語国文学科、英語英文学科、中語中文学科
  - ドイツ語ドイツ文学科、フランス語フランス文学科、ロシア語言語文化学科
  - 哲学科、史学科、考古美術史学科
2. 社会科学部（사회과학대학）
  - 心理学科、社会学科、行政学科、政治外交学科、経済学科
3. 自然科学部（자연과학대학）
  - 数学・情報統計学部（数学専攻、情報統計学専攻）
  - 生命科学部（生物学専攻、微生物学専攻、生化学専攻）、化学科、物理学科
  - 地球環境科学科、天文宇宙学科
4. 経営学部（경영대학）
  - 経営学部、国際経営学科、経営情報学科
5. 工学部（공과대학）
  - 土木工学部、機械工学部、化学工学科、新素材工学科、建築工学科
  - 安全工学科、環境工学科、工業化学科、都市工学科、建築学科
6. 電子情報学部（전자정보대학）
  - 電気工学部、電子工学部、情報通信工学部
  - コンピュータ工学科、ソフトウェア学科、知能ロボット工学科
7. 農業生命環境学部（농업생명환경대학）
  - 植物資源環境化学部（植物資源学専攻、環境生命化学専攻）
  - 食品生命・畜産科学部（食品生命工学専攻、畜産学専攻）
  - 応用生命工学部（特用植物学専攻、園芸科学専攻、植物医学専攻）
  - 林学科、地域建設工学科、木材・紙科学科、バイオシステム工学科、農業経済学科
8. 法科大学（법과대학）
  - 法学部
9. 師範大学（사범대학）
  - 教育学科
  - 国語教育学科、英語教育学科、歴史教育学科、地理教育学科、社会教育学科、倫理教育学科
  - 数学教育学科、生物教育学科、物理教育学科、化学教育学科、地球科学教育学科、体育教育学科
10. 生活科学部（생활과학대학）
  - 食品栄養学科、児童福祉学科、住環境学科
  - 消費者学科、ファッションデザイン情報学科
11. 獣医学部（수의과대학）
  - 獣医予科、獣医学科
12. 薬学部（약학대학）
  - 薬学科、製薬学科
13. 医学部（의과대학）
  - 医学科、看護学科
14. 自由専攻学部
  - 융합학과군

## 大学院

### 忠北大学校の大学院
忠北大学校には、広範な研究分野をカバーする大学院プログラムが設置されている。これには一般大学院（5つの学域及び協同課程、契約学科）と8つの専門・特別大学院が含まれる

#### 一般大学院
- 人文社会学域：国語国文学科、英語英文学科、#中語中文学科、#ドイツ語ドイツ文学科、#フランス語フランス文学科、#ロシア語ロシア文学科、史学科、哲学科、考古美術史学科、行政学科、政治外交学科、心理学科、#社会学科、経済学科、会計学科、農業経済学科、国際経営学科、経営学科、経営情報学科、#法学科、教育学科、国語教育学科、英語教育学科、歴史・地理教育学科、社会教育学科、倫理教育学科、児童福祉学科、消費者学科
- 自然科学学域：数学科、物理学科、化学科、生物学科、統計学科、微生物学科、生化学科、地球環境科学科、天文宇宙学科、畜産・園芸・食品工学部、地域建設工学科、農学科、林学科、林産工学科、農化学科、農生物学科、特用植物学科、バイオシステム工学科、数学教育学科、科学教育学科、住環境学科、食品栄養学科、ファッションデザイン情報学科、薬学部、#臨床薬学科
- 工学域：化学工学科、土木工学科、土木システム工学科、建築工学科、材料工学科、機械工学科、安全工学科、工業化学科、精密機械工学科、環境・都市・化学工学部、#建築学科、電気・電子・情報・コンピュータ学部、デジタル情報融合学科
- 芸術体育学域：体育学科、#造形芸術学科、#デザイン学科
- 医学域：医学科、獣医学科、看護学科

#### 学科間協同課程
- 合成生物学、バイオ産業、文化財科学、森林療法学、保健生命融合学、情報産業工学、ビッグデータ、医用生体工学、#グリーンエネルギー工学、#未来社会融合学程、#国際経営情報学（GLOMIS）

#### 契約学科
- 電気電子半導体工学科、情報保護経営学科、ビジネスデータ融合学科

#### 専門・特別大学院
- 法学専門大学院、教育大学院、行政大学院、産業大学院、経営大学院、法務大学院、生命科学経営融合大学院、セジョン国家政策大学院